# Volutella pachysandricola
Volutella pachysandricola är en svampart som beskrevs av B.O. Dodge. Volutella pachysandricola ingår i släktet Volutella och familjen Nectriaceae.   Inga underarter finns listade i Catalogue of Life.